# جینیا نیشیکاتا
جینیا نیشیکاتا (انگلیسی: Jinya Nishikata؛ زادهٔ ۴ دسامبر ۱۹۶۸) اسکی‌باز پرش اهل ژاپن است.